# 吉隆毛茛
吉隆毛茛（学名：Ranunculus jilongensis）为毛茛科毛茛属下的一个种。

## 扩展阅读
維基物種上的相關：吉隆毛茛